# Festa do Boi Bumba
Festa do Boi Bumba é um álbum de estúdio do grupo Carrapicho lançado em 1996 pela até então gravadora BMG. Esse disco foi certificado com Disco de Platina duplo pela ABPD, com mais de 500 mil unidades vendidas.

## Vendas e certificações
| País          | Certificação | Vendas   |
| ------------- | ------------ | -------- |
| Brasil – ABPD | 2× Platina   | 500 000+ |